# Diar Baquir

Mapa da Mesopotâmia Superior com suas províncias em tempos medievais

Diar Baquir (Diyār Bakr ou Diyār Bakir, lit. "Casa de Baquir") é um nome árabe medieval da mais setentrional das três províncias da Mesopotâmia Superior, as outras duas sendo Diar Modar e Diar Rebia. Segundo Baladuri, todas as três províncias foram nomeadas em honra as principais tribos árabes que foram ali assentadas por Moáuia I (r. 661–680) no curso das conquistas muçulmanas do século VII. O Diar Baquir foi assentado pelo subgrupo rebiaítas dos bacritas, e consequentemente as duas províncias são às vezes coletivamente referidas como "Diar Rebia". No uso turco posterior, "Diar Baquir" refere-se a porção ocidental da antiga província, em torno de Amida (que tornar-se-ia conhecida como Diarbaquir em turco).
Diar Baquir engloba a região em ambas as margens do curso superior do rio Tigre, de suas fontes para aproximadamente onde seu curso muda de oeste-leste para uma direção a sudoeste. Sua principal cidade era Amida, e outros grandes assentamentos incluíam Arzan, Maiafarquim e Hisn Kaifa. Geográfica e politicamente, no começo do período islâmico Diar Baquir era parte da Mesopotâmia Superior, mas foi por vezes unida à província armênia ao norte. No final do século IX, foi controlada por uma dinastia autônoma fundada por Issa ibne Axeique Axaibani. Em meados do século X, a região passou para a mão dos hamadânidas, mas seu governo foi contestado pelo buídas (978–983) e depois pelos maruânidas.
O Emirado Maruânida governou a região por quase um século antes de ser anexado pelo Império Seljúcida em 1084-1085. Com o colapso do reino seljúcida depois de 1092, uma série de pequenos emirados foram estabelecidos através da região, com os artúquidas de Mardim sendo os mais importantes entre eles. No final do século XII, a província esteve sobre controle do Império Aiúbida e em meados do século XIII, foi dividida entre os aiúbidas a leste e o Sultanato de Rum, que controlava a porção ocidental em torno de Amida. Ca. 1260, a região foi conquistada pelo Império Mongol, que permitiu aos governantes locais que continuassem a exercer seu poder como vassalos. No século XIV, a região foi controlada pela Confederação do Cordeiro Branco, que disputou o controle com a Confederação do Cordeiro Negro e os últimos príncipes aiúbidas. No começo do século XVI, foi por algum tempo foi ocupada pelo Império Safávida antes de permanecer sob controle otomano em 1516.